# Station Barcelona Passeig de Gràcia
Station Barcelona Passeig de Gràcia is een ondergronds spoorwegstation in de Spaanse stad Barcelona.
Het station wordt bediend door de lokale RENFE-Rodalies Barcelona-lijnen R2, R2-Sud en R2-Nord en meerdere regionale RENFE-Catalunya Exprés-lijnen. Door de R2-Nord staat het station in directe verbinding met de luchthaven.
Het station is gelegen in het stadsdeel Eixample onder de Carrer d'Aragó bij de kruising met de Passeig de Gràcia. Het station heeft meerdere bovengrondse entrees rond dit kruispunt en bij de kruising met de Carrer de Pau Claris. Het is ondergronds verbonden met het nabijgelegen metrostation Passeig de Gràcia.
Renfe: Arc de Triomf · Barcelona Sants · El Clot-Aragó · Estació de França · Passeig de Gràcia · Plaça de Catalunya · Sant Andreu Arenal · Sant Andreu Comtal · Torre del Baró · La Sagrera - TAV

FGC: Avinguda Tibidabo · El Putxet · Gràcia · Ildefons Cerdà · La Bonanova · Les Tres Torres · Magòria-La Campana · Muntaner · Pàdua · Plaça de Catalunya · Plaça d'Espanya · Plaça Molina · Provença · Reina Elisenda · Sant Gervasi · Sarrià

Lijst van spoorwegstations in Barcelona · Lijst van Rodalies-stations